# Герб Саби
Герб Саби був заснований постановою острова 6 грудня 1985 року для території острова Саба на Нідерландських Антильських островах.
Королівським указом від 20 вересня 2010 р. № 10.002570 герб території острова як герб громадського органу Саби був затверджений таким чином: у сріблі гора Сінополь, вершина якої оточена срібною хмарою, у верхньому правому куті супроводжується блакитно-золотою тропічною рибою, угорі ліворуч трищогловий червоний вітрильник, що має срібні вітрила й щоглові прапори, а внизу — картопля природного кольору. Позаду щит утримується одюбонським буревісником природного кольору, супроводжуваним з кожного боку стеблом із трьома листками капусти синопле. Девіз герба REMIS SABA VELISQUE чорними латинськими літерами на золотій стрічці.
Згідно з постановою про острови 1985 року, екваторіальний буревісник (Puffinus lherminieri) є місцевим звичайним птахом, який також зображений на офісній мережі Саби . Тропічна риба належить до історичної ролі, яку відіграє рибальство на березі Саби. Трищогловий корабель символізує міжнародну славу, яку колись мали моряки Саби. Картопля належить до традиційно відомої картоплі сабан і символізує унікальну їжу та чудовий клімат Саби. Латинське прислів’я «Remis Velisque» буквально означає «з веслами та вітрилами», але в переносному значенні можна розуміти як «вперед з усієї сили».